# Біженці Південного Судану
Біженці Південного Судану — особи, що походять з африканської країни Південного Судану, але шукають притулку за межами своєї рідної країни. Наймолодша незалежна держава світу має недавню і неспокійну історію тривалих конфліктів і зміни клімату, а саме запустелювання. Це призвело не лише до насильства та голоду, але і до вимушеної міграції великої кількості населення, як всередині країни, так і за її межами.

## Внутрішньо переміщені особи в Південному Судані
Принаймні 1,6 мільйона людей в Південному Судані стали внутрішньо переміщеними особами в результаті громадянської війни в Південній Судані, яка розпочалася в 2013 році. 

## Приймаючі країни
Станом на червень 2016 року близько 725 тисяч південносуданських мешканців були біженцями в сусідні країни.

### Ефіопія
Близько 272 тисяч біженців з Південного Судану проживали в регіоні Гамбела в Ефіопії, станом на квітень 2016 року. Більшість з них живуть в цих таборах біженців::
- табір Пугнідо: ~ 62,800
- табір Тіркіді: ~ 54,750
- табір Куле: ~ 49,410
- табір Джеві: ~ 42,570
- табір Літчуор: ~ 4 480

Учні старших класів Блакитного Нілу в містах Бамбасі, Танго, Шерколе та таборі для біженців Ашура повідомляють про труднощі при складанні національних екзаменів в Ефіопії. У 2014 році приблизно 5500 біженців з Південного Судану проживали в Тирголі, Ефіопії.

### Уганда
На кінець березня 2016 року в Уганді було близько 100 000 південно-суданських біженців. Станом на січень 2016 року більшість із них перебували в Аджумані, Аруа, Кір'яндонго та Кампалі. У 2014 році Уганда відкрила чотири пункти прийому для південносуданських біженців. Вони розташовувалися в Кері в регіоні Кобоко, Ріно в Аруа, Дзайпі в Аджумані на кордоні Уганда-Південний Судан під Нимуле, а також в аеропорті Ентеббе.
Дзайпійське поселення стало швидко перенаселеним, оскільки воно налічувало 25 000 чоловік, в той час як було призначено лише для утримання 3000 осіб. У лютому 2016 року Дитячий фонд ООН повідомив, що "Транзитні центри перебувають на межі пернаселення. Транзитний центр Ньюманзі може вмістити 3000 осіб, але може бути розширеним до 5000 осіб у гіршому випадку, тоді як населений пункт Мааджи (в Аджумані) може прийняти ще 10 000 біженців." Біженці в таборі поселення Кір'яндонго практикують сільське господарство.

### Кенія
У Кенії 44 000 біженців із Південного Судану прибули в період 2013-2015 років. В результаті, табір біженців в Какумі збільшився майже наполовину

## Прийом біженців ззовні
There are 272,261 registered refugees in South Sudan in 2016: 251,216 are from Sudan, 14,767 are from the DRC, 4,400 from Ethiopia and 1,878 are from the CAR.
У 2016 році в Південному Судані зареєстровано 272 261 біженець: 251 216 з Судану, 14 767 з Демократичної Республіки Конго, 4 400 з Ефіопії та 1 878 з Центральноафриканської Республіки